# Васіліос Папафотіс
Васіліос Папафотіс (грец. Βασίλειος Παπαφώτης, нар. 10 серпня 1995, Нікосія, Кіпр) — кіпрський футболіст, атакувальний півзахисник клубу АЕЛ та національної збірної Кіпру.

## Клубна кар'єра
Грати у футбол Васіліос Папафотіс починав у клубі АПОЕЛ. У першій команді Васіліос дебютував у грудні 2013 року. Перед початком сезону 2017/18 Папафотіс відправився в оренду у клуб «Докса Катокопіас». За рік після закінчення орендного договору футболіст підписав з клубом повноцінний контракт.
Влітку 2020 року Папафотіс перейшов у інший клуб ліги АЕЛ з Лімассола.

## Збірна
Вперше у національну збірну Кіпру Папафотіс був викликаний у серпні 2017 року на матчі відбору чемпіонату світу. Але того разу футболіст на поле так і не вийшов. Дебют Папафотіса у збірній відбувся у березні 2018 року у товариському матчі проти команди Чорногорії.

## Досягнення
АПОЕЛ
 Чемпіон Кіпру (4): 2013/14, 2014/15, 2015/16, 2016/17
 Переможець Кубка Кіпру (2): 2013/14, 2014/15